# Athi River
Athi River, auch Mavoko, ist eine Stadt in der Nähe von Nairobi im Machakos County in Kenia. Die Stadt ist nach dem Fluss Athi (Sabaki) benannt, der sie durchquert. Athi River beherbergt den Mavoko Municipal Council und ist der Hauptsitz der Mavoko Division. Die Stadt hat 81.302 Einwohner (Volkszählung 2019) und wächst aufgrund ihrer Nähe zur kenianischen Hauptstadt Nairobi sehr schnell.

## Klima
Das Klimaklassifizierungssystem von Köppen-Geiger klassifiziert das Klima als subtropisches Gebirgsklima (Cwb). Die durchschnittliche Jahrestemperatur beträgt 19,4 Grad.

## Geschichte
Athi River wurde 1963 aus dem Nairobi County Council geschaffen, als dieser aufgelöst wurde. Die Gemeinde Mavoko hat sechs Wards (Athi River West, Katani, Kinanie/Mathani, Makadara, Muthwani und Sophia).

## Wirtschaft
Die Stadt ist für Kenia relativ industrialisiert. Es gibt sechs Zementfabriken in der Stadt. Daneben spielt auch die Erdölverarbeitung und die Stahlproduktion in der Umgebung eine wichtige Rolle. Zu den Faktoren, die das schnelle Wachstum von Unternehmen in der Region begünstigen, gehören die verbesserte Infrastruktur und die Nähe zu Nairobi und verschiedene Bergbauunternehmen.

## Infrastruktur
Der Athi River hat einen Bahnhof, der 1920 an der Uganda-Bahn von Mombasa nach Kisumu gebaut wurde. Es gibt auch einen neuen Bahnhof an der Normalspurbahn Mombasa–Nairobi. Mit Nairobi und Mombasa ist die Stadt auch über einen Highway verbunden.